# مارتین هوسوالد
مارتین هوسوالد (انگلیسی: Martin Hauswald؛ زادهٔ ۳ مارس ۱۹۸۲) بازیکن فوتبال اهل آلمان است.
از باشگاه‌هایی که در آن بازی کرده‌است می‌توان به باشگاه فوتبال هولشتاین کیل، باشگاه فوتبال یونیون برلین، باشگاه فوتبال قوت-وایس ارفورت، باشگاه فوتبال روت‌وایس اسن، و باشگاه فوتبال آینتراخت برانشوایگ اشاره کرد.